# Claudio Pollio
Claudio Pollio (ur. 27 maja 1958 w Neapolu) – włoski zapaśnik walczący w stylu wolnym.
Jego ojciec był robotnikiem portowym. Miał dwóch braci i siostrę. W młodości uprawiał gimnastykę. Treningi zapasów rozpoczął w wieku 16 lat. W 1975 został srebrnym medalistą igrzysk śródziemnomorskich w wadze do 48 kg. W 1976 wystartował na igrzyskach olimpijskich, jednakże został wyeliminowany w drugiej rundzie zawodów w wadze papierowej. W 1978 zajął 6. miejsce na mistrzostwach świata w wadze do 48 kg. W 1979 wywalczył złoty medal igrzysk śródziemnomorskich oraz był 5. na mistrzostwach świata i mistrzostwach Europy w tej samej wadze. W 1980 został mistrzem olimpijskim w wadze papierowej oraz uplasował się na 4. pozycji na mistrzostwach Europy w wadze do 48 kg. W 1981 został wicemistrzem Europy w wadze papierowej. Siedmiokrotny mistrz Włoch (1975, 1978-1983). W 1983 zakończył karierę. W 1995 został trenerem.